# 軍務局
軍務局（ぐんむきょく）は、日本の陸軍省・海軍省に設置されていた軍政担当部局。
軍務局は軍政を管轄するとともに省の政策形成及び兵員・予算を獲得することが最も重要な役目であり、軍務局長は大臣・次官に次いで政治折衝の中心的な地位にあった（ただし、軍の公式な見解としては軍務局及び同局長の政治への関与は国務大臣の一員である軍部大臣の補佐を目的とした限定的なものであり、局長自身の権限によって行うものではないとされていた）。そのため、軍部による政治的な動きには主として軍務局が絡むことが多く、特に満州事変以後は軍務局長による政治的発言が行われ、戦局の拡大とともに国政の人事や政策にも影響を与えるようになっていった。特に昭和期の陸軍省軍務局長は、全ての官僚機構の中で最も大きな権勢を誇ったポストとされる。

## 前史
1871年9月12日（旧暦明治4年7月28日）に当時の兵部省にあった陸軍部・海軍部にそれぞれ軍務局が設置されてその下に人事担当の人別掛と総務担当の規定掛が置かれたのが嚆矢である。翌年、兵部省が陸軍省と海軍省に分離された以後も軍務局は設置されていたが、途中一時的に廃止されたり、復置されたりを繰り返していた。1890年代以後、漸くその組織が固まり、1900年の軍部大臣現役武官制導入以後は中将・少将が補される職となり、以後1945年の両省解体まで存続することになる。

## 陸軍省軍務局

### 概略
陸軍省が設置された当初は旧兵部省の軍務局を継承していたが、1873年に陸軍省職制及び陸軍省条例が設置された際に、軍務局は歩兵・騎兵を扱う第二局となり、これとは別に通報・軍部・庶務を扱う第一局が新設された。1879年に陸軍職制が制定された際に第一局は総務局に、第二局は人員局に改称された。内閣制度発足直後の1886年に陸軍省官制が制定され、旧軍務局を引く人員局は廃止・解体され、主要部分は騎兵局に、それ以外の職務は総務局に引き継がれた。そして、1890年3月27日の官制改正によって総務局に騎兵・砲兵・工兵の3局が統合されて軍務局が復活した。局長職は当初、陸軍次官の兼職とされたが、1900年以後は原則専任となった。
陸軍省軍務局は編制・動員計画・戒厳・軍紀・徴兵・憲兵などを所管し、第一軍事課（のち、軍事課）、第二軍事課（のち、歩兵課）、馬政課（のち、騎兵課）、砲兵事務課（のち、砲兵課）、工兵事務課（のち、工兵課）、獣医課（1893年に廃止、陸軍獣医学校などに継承）が設置されて、大佐・中佐級が任命された。後に、1900年に人事局、1908年に兵器局が設置されて関連部門が移管され、宇垣軍縮に伴う1926年の官制改正の際に整備局が設置されて関連部門が移管されると同時に既存の課の再編成も行われ、軍事・兵務・防備・馬政の4課体制となり、直後に徴募課が設置されて5課体制となった。
局務が大きく変容するのは1936年8月、二・二六事件後の「粛軍」に伴う組織再編からである。陸軍軍備その他一般軍政と予算管理を行う軍事課と、国防政策立案及び帝国議会との交渉、国防思想の普及などを扱う新設の軍務課の2課体制となり、徴募課は人事局に移管、他の2課は分離されて兵務局となった。更に1939年以後、軍務課は国防大綱についても管掌するようになり、総動員体制の企画立案に関与するようになった。太平洋戦争末期には物資の生産統制を行う戦備課を設置するとともに、大本営編制並びに勤務令の改正によって軍務局員は全員大本営陸軍参謀部第四部員と兼ねることになり、軍務局長が同部長職を兼任することとなった。
前述のように軍務局は政策及び必要予算の実現を目指して度々政治的活動を行ったが、特に陸軍のそれは顕著であり、局員は「政治将校」と揶揄されることもあった。明治期の2個師団増設問題からその兆候が見られ、満蒙独立運動、二・二六事件後の粛軍問題などでも問題視されたにもかかわらず、遂にはそれを恒常的・専門的に担当する「軍務課」の設置に至った。こうしてやがて、陸軍省軍務局の意向を中心とした総動員体制が推進されることになった。

### 歴代局長
- 桂太郎少将（のち、中将）：1890年3月27日（陸軍次官兼任）
- 岡沢精少将：1891年6月1日（陸軍次官兼任）
- 児玉源太郎少将（のち、中将）：1892年8月23日（陸軍次官兼任）
- 中村雄次郎少将：1898年1月14日（陸軍次官兼任）
- 木越安綱少将：1900年4月25日
- 中村雄次郎少将：1901年2月18日（陸軍総務長官兼任）
- 宇佐川一正少将（のち、中将）：1902年4月17日
- 長岡外史少将（のち、中将）：1908年12月28日
- 岡市之助少将：1910年6月1日
- 田中義一少将：1911年9月1日 - 1912年12月23日
- 柴勝三郎少将（のち、中将）：1912年12月26日
- 山田隆一少将：1915年6月4日
- 奈良武次少将（のち、中将）：1916年3月31日
- 菅野尚一少将（のち、中将）：1918年12月17日
- 畑英太郎少将（のち、中将）：1922年2月8日
- 阿部信行少将（のち、中将）：1926年7月28日
- 杉山元 少将：1928年8月10日
- 小磯國昭少将（のち、中将）：1930年8月1日
- 山岡重厚少将：1932年2月29日
- 永田鉄山少将：1934年3月5日（相沢事件で暗殺される）
- 今井清中将：1935年8月13日 - 1936年3月23日[2]
- 磯谷廉介少将（のち、中将）：1936年3月23日[2] -
- 後宮淳少将（のち、中将）：1937年3月1日
- 町尻量基少将：1937年10月5日
- 中村明人少将：1938年4月14日
- 町尻量基少将：1938年11月21日
- 山脇正隆中将：1938年12月29日（町尻局長の停職処分に伴う陸軍次官による事務取扱）
- 町尻量基少将（のち、中将）：1939年1月31日
- 武藤章少将（のち、中将）：1939年9月30日
- 佐藤賢了少将：1942年4月20日
- 真田穣一郎少将：1944年12月14日
- 吉積正雄中将：1945年3月27日
  - 1945年11月30日　陸軍省廃止

## 海軍省軍務局

### 概略
海軍省が設置された当初は旧兵部省の軍務局を継承していたが、中途3度にわたって廃止と再置を繰り返している。すなわち1874年5月19日に廃止され、1876年8月31日復置、1884年2月8日に廃止、1886年1月29日復置、1889年3月7日廃止、1893年5月19日復置となっている。もっとも、1889年の廃止と4年後の復置は実質においては「第一局」への改称と旧称復帰にしか過ぎず（同様に艦政局は第二局、経理局は第三局となる。なお、軍務局復置時に第二局（旧艦政局）は復活されずに軍務局に統合されている）、日本の海軍史においては内閣制度発足に伴う海軍省官制制定に伴う1886年1月29日に設置されたものが1945年まで続いたと解されている。
海軍省軍務局は編制・戒厳・軍紀・教育・水路測量・儀式・海上保安・艦政などを所管した。日露戦争当時は2課定員9名であったが、その後拡大して太平洋戦争開戦直前の1940年には4課定員26名となった。1900年以後、課の名称は数字表記で示すことになっており、1940年の例では第一課が編制・戒厳・軍紀・儀式・旗制・服制などを担当し、第二課では国防政策・国際条約の規約など、第三課では機関・艦内工作及び艦船の保存整備、第四課は国防思想の普及を担当した。局長は現役将官とされている。なお、1886年から1889年と1945年2月以後には将官級の次長が設置されていた。
ロンドン海軍軍縮条約を支持した条約派の主要メンバーである左近司政三、堀悌吉、寺島健、井上成美らが軍務局長を務めていたこともあり、軍務局長のポストは条約派と艦隊派、あるいは日米開戦派と反対派の争奪の的になった。

### 歴代局長
- 樺山資紀中将：1886年1月29日（海軍次官兼任）
- 井上良馨少将：1886年6月17日（1889年3月8日付で第一局長に改称、同日退任）
- 伊東祐亨少将（のち、中将）：1889年3月8日（海軍省第一局長）
- 伊藤雋吉中将：1893年5月20日 （海軍次官兼任、1893年5月20日付で軍務局長に改称）
- 山本権兵衛少将（のち、中将）：1895年3月8日
- 諸岡頼之少将：1898年11月10日
- 斎藤実少将：1900年5月20日
- 上村彦之丞少将：1900年10月25日
- 出羽重遠少将：1902年10月29日
- 中溝徳太郎少将：1903年10月27日
- 斎藤実少将：1904年2月3日（海軍次官兼任）
- 加藤友三郎少将：1905年12月20日
- 加藤友三郎少将：1906年1月8日（自身の海軍次官任命に伴う海軍次官による事務取扱）
- 武富邦鼎少将：1906年11月22日
- 中溝徳太郎 中将：1908年5月15日
- 栃内曽次郎少将：1909年12月1日
- 江頭安太郎少将：1912年4月20日
- 野間口兼雄少将：1913年1月10日
- 秋山真之少将：1914年4月17日
- 鈴木貫太郎少将：1916年2月21日 （海軍次官兼任）
- 小栗孝三郎少将：1916年6月23日
- 井出謙治少将（のち、中将）：1916年12月1日
- 堀内三郎中将：1920年8月16日
- 大角岑生少将：1922年5月1日
- 小林躋造少将（のち、中将）：1923年12月1日
- 左近司政三少将（のち、中将）：1927年3月25日
- 堀悌吉少将：1929年9月6日
- 豊田貞次郎少将：1931年11月2日
- 寺島健少将（のち、中将）：1932年5月12日
- 吉田善吾少将（のち、中将）：1933年9月15日
- 豊田副武中将：1935年12月2日
- 井上成美少将：1937年10月20日
- 阿部勝雄少将：1939年10月18日
- 岡敬純少将：1940年10月15日
- 岡敬純中将：1944年7月18日（自身の海軍次官任命に伴う海軍次官による事務取扱[3]）
- 多田武雄中将：1944年8月1日
- 保科善四郎中将：1945年5月15日
- 山本善雄少将：1945年11月17日 
  - 1945年11月30日　海軍省廃止

### 歴代次長
- 井上良馨少将：1886年1月29日
  - 1886年6月17日　次長職空席
- 本山漸少将：1887年10月27日
- 山崎景則少将：1888年8月16日
  - 1889年3月9日　次長職空席
- 保科善四郎少将：1945年3月1日
- 高田利種少将：1945年5月15日
  - 1945年11月30日　海軍省廃止